# Григорьев, Сергей Алексеевич
Серге́й Алексе́евич Григо́рьев (укр. Сергі́й Олексі́йович Григо́р'єв; 22 июня [5 июля] 1910, Луганск, Славяносербский уезд, Екатеринославская губерния, Российская империя — 9 апреля 1988, Киев, Украинская ССР, СССР) — советский, украинский художник-живописец, график, педагог. Народный художник СССР (1974). Лауреат двух Сталинских премий второй степени (1950, 1951).

## Биография
Родился 22 июня (5 июля) 1910 года в Луганске, в многодетной семье железнодорожника.
В 1911 году переехал с родителями в Запорожье.
Учился в Запорожской художественно-профессиональной школе (1923—1926), во ВХУТЕМАСе в Москве (мастерская В. А. Фаворского, 1926—1927), Киевском художественном институте (ныне Национальная академия изобразительного искусства и архитектуры) (1928—1932) у Ф. Г. Кричевского.
В 1929 году вступил в студенческую организацию «Объединение молодых художников Украины».
В 1932 году переехал в Харьков. Работал в республиканском издательстве «Мистецтво». Создал серию плакатов «Передовики Донбасса», «Даёшь контакт», «Даёшь стране хлеб», «Комсомолия» и др. Здесь начал выставочную и педагогическую деятельность — ассистент по рисунку и графике в Харьковском художественном институте (ныне Харьковская государственная академия дизайна и искусств).
В 1934 году переехал в Киев, где был назначен на должность доцента Киевского художественного института.
В 1939—1947 годах служил в РККА. Создал картины «Детская музыкальная школа».
В 1947 году назначен профессором, заведующим кафедры рисунка Киевского художественного института. В 1951—1955 годах — ректор института и руководитель мастерской жанровой живописи КГХИ. В 1955—1959 годах — заведующий кафедрой рисунка КГХИ. В это время пишет картины «На собрании», «Портрет Маршала Светского Союза И. С. Конева». Руководил творческой мастерской Академии художеств в Киеве (с 1962).
В 1950—1953 годах участвовал в деятельности Всесоюзного и Республиканского выставкомов, в работе комитета по Сталинским премиям СССР в области литературы искусства и архитектуры при СМ СССР.
Член-корреспондент (1953), действительный член АХ СССР (1958). Член Союз художников СССР. В 1952—1957 годах исполнял обязанности главы секции живописи Союза художников Украинской ССР.
Член ВКП(б) с 1941 года. Избирался депутатом и участвовал в работе городского и Шевченковского районных советов депутатов трудящихся города Киева.
Умер 9 апреля 1988 года в Киеве. Похоронен на Байковом кладбище.

## Награды и звания
- Заслуженный деятель искусств Украинской ССР (1948)
- Народный художник СССР (1974)
- Народный художник Украинской ССР (1951)
- Сталинская премия второй степени (1950) — за картины «Вратарь», «Приём в комсомол»
- Сталинская премия второй степени (1951) — за картину «Обсуждение двойки»
- Орден Трудового Красного Знамени (1951)
- Орден Дружбы народов (1980)[2]
- Орден «Знак Почёта» (1960)
- Медаль «В память 1500-летия Киева»
- Медали

## Творчество
После окончания Киевского художественного института работал в плакатной мастерской харьковского издательства «Литература и искусство». Эта работа заставляла искать простые и понятные решения, добиваться образного убеждения и понятности. Но систематическая работа над портретом стала важным источником художественного роста С. Григорьева. Она давала возможность постоянно работать с натурой, решать вопросы психологической выразительности. Круг людей, которых писал художник, был достаточно широк, но в основном состоял из людей, с которыми тот общался ежедневно на работе или дома. Первые послевоенные работы художника были посвящены теме войны. Дальнейшее развитие творчества шло в направлении уменьшения количества действующих лиц в картине и повышения роли каждого персонажа в раскрытии сюжета. Этот процесс был обусловлен, как внутренней логикой развития таланта художника, так и общим направлением в украинской послевоенной живописи. Проблемы семьи, быта, отображение определяющих тенденций в жизни каждого человека — всё это становится объектом пристального внимания художника. Работа над такими картинами помогла ему глубже осмыслить множество художественных проблем, среди которых не последнее место занимало творческое овладение лучшими традициями российской и украинской реалистичной живописи. Правдивость изображения, яркая национальная характеристика, ударение на исключительной важности в картине чёткой общей задумки и убедительной, жизненно мотивированной разработки сюжета характеризуют творчество художника. Неопровержимым является его достижение в сфере портретной живописи. В 1958 году экспонировал большой по размеру портрет художника Отрощенко, которого он изобразил в состоянии творческого поиска. Привлекательным, также, является портрет молодой художницы Гомблиевской. Творил в разных техниках и материалах — гравюра, акварель, рисунок цветными карандашами, гуашью.
Творчество художника исследовано в различных публикациях, очерках, статьях. Издано много монографий. Его картины находятся во многих музеях, например: ГТГ (Москва), Национальный художественный музей Украины (Киев), Запорожский краеведческий музей, Киевский музей русского искусства, Национальный музей во Львове, Национальная художественная галерея Болгарии (София), галерея Геккосо (Япония), Одесский художественный музей, Полтавский художественный музей, Харьковский художественный музей.
Картины художника, поднимающие проблемы советской морали и воспитания молодёжи, обращающиеся к миру детей, написанные тщательно и с жизненными подробностями, оказали заметное влияние на развитие советского бытового жанра.

## Произведения
- «На собрании» (1947, Харьковский художественный музей);
- «Приём в комсомол» (1949, Национальный художественный музей Украины, Киев, Сталинская премия II степени 1950 года);
- «Вратарь» (1949, ГТГ, Сталинская премия II степени 1950 года);
- «Обсуждение двойки» (1950, ГТГ, Сталинская премия II степени 1951 года);

Григорьев С.А. "Тает лед", 1983 г.

- «Вернулся» (1954, ГТГ).
- «Девочка с яблоком»
- «Девочка в шубе»
- «Тает лед» (1983).Григорьев С.А. "Тает лед", 1983 г.

## Участие в выставках
- Первая — Выставка советского искусства (1933, Варшава, Польша).
- Последняя — Республиканская художественная выставка (1987, Киев).